# Black & White (film 1999)
Black & White è un film del 1999 diretto da James Toback.
Il cast è composto da: Jared Leto, Scott Caan, Claudia Schiffer, Brooke Shields, Robert Downey Jr., Allan Houston e alcuni musicisti: rap membri del Wu-Tang Clan (Raekwon, Method Man, Ghostface Killah, Power, Masta Killa e Inspectah Deck) e Onyx (Fredro Starr e Sticky Fingaz).
Nel film recita anche Ben Stiller nel ruolo drammatico di un trasandato investigatore di polizia, e Mike Tyson nella parte di sé stesso.
Il film è stato proiettato per la prima volta al Telluride Film Festival il 4 settembre 1999, seguito da una seconda proiezione al Toronto Film Festival il 15 settembre. È arrivato nelle sale cinematografiche degli Stati Uniti il 5 aprile del 2000.
Gran parte delle battute sono state improvvisate. Solamente la parte di Claudia Schiffer è stata completamente scritta.

## Trama
Rich Bower (Power) è un motore e uno shaker nel mondo della musica rap (è coinvolto anche in una serie di altre iniziative imprenditoriali lecite e illecite) e il suo appartamento è un luogo d'incontro privilegiato per musicisti, tirapiedi e hipster che vogliono sembrare fighi, inclusa una banda di bianchi che vogliono essere all'interno di quella che considerano la scena più bella della giornata. Sam (Shields), una regista, sta girando un documentario su Rich e la sua cerchia, con l'aiuto di suo marito Terry (Downey), un omosessuale che non si sente a suo agio in questo ambiente. Dean (Houston) è l'amico nero di Rich e un abile giocatore di basket del college. Gli viene offerto un accordo da un bookmaker, Mark (Stiller) per lanciare una partita a un prezzo. Dean prende i soldi contro il suo miglior giudizio, e presto si rende conto di quanto errore abbia commesso quando Mark si rivela essere un poliziotto che spera di portare alla luce Rich. Rich a sua volta scopre che Dean potrebbe essere costretto a dire quello che sa per stare fuori di prigione, e decide che Dean deve essere ucciso; tuttavia, piuttosto che uccidere lui stesso il suo amico, Rich chiede a uno dei bianchi che esce con lui, che sembra particolarmente desideroso di mettersi alla prova, di farlo per lui. Il ragazzo, però, è in realtà il figlio del procuratore distrettuale.